# Natan
Ната́н Ми́ров, (наст. имя Алишер Азизович Мирзохонов) (род. 17 марта 1986, Курган-Тюбе, Таджикская ССР, СССР), более известный как Ната́н (англ. Natan) — российский рэпер и телеведущий, артист лейбла Black Star.

## Биография
Натан Миров родился 17 марта 1986 года в городе Курган-Тюбе республики Таджикистан. Папа Натана врач, а мама учительница.
Учился в музыкальной школе, окончив её по классу духовых инструментов. Кроме того, увлекался рэпом, что побуждало его работать над развитием своего поэтического дара. (Первые стихи Натан написал уже в 4 года. Согласно профилю на сайте телеканала «Музыка Первого», мальчик впервые публично выступил со своими стихами в 16 лет в школьном актовом зале, а согласно профилю на сайте лейбла Black Star, он читал собственные стихи перед публикой ещё в четвёртом классе.)
Уже в 13 лет (в 1999 году) сделал первые шаги на музыкальной сцене, войдя в состав алма-атинской группы «Синдикат». В 2003 году у группы небольшим тиражом вышел первый альбом.
После школы поступил на актёрский факультет Института искусств и в 2009 году успешно его окончил. Во время учёбы там продолжал заниматься музыкой — как в составе группы «Синдикат» (в 2008 году сменившей название на «Fucke лы Hustla»), с которой неоднократно выступал на фестивалях альтернативной музыки, так и сольно.
В 2013 году принял участие в кастинг-проекте «Молодая кровь» — первом проекте, организованном лейблом Black Star с целью поиска молодых артистов. Поскольку необходимо было ехать в Москву, пришлось занимать деньги на билет в один конец. Конкуренция была большая — на конкурс откликнулись более 2 тысяч человек, но в итоге именно Натан стал победителем и попал на лейбл.
28 октября того же 2013 года на лейбле Black Star вышел дебютный сингл Натана — «Аллилуйя», за ним с интервалом в один—полтора месяца последовали «Новая жизнь» и «Майкрофон».
11 марта 2014 года вышла совместная песня с Тимати, озаглавленная «Девочка бомба».
По-настоящему же огромная популярность пришла к Натану в 2015 году с песней «Дерзкая». Также записанная при участии Тимати, она поднялась на вершины российских чартов.
В рамках работы в лейбле Black Star Inc. принимает активное участие в мероприятиях суббрендов (Black Star Gaming, Black Star Karting, Black Star Burger и др.). Так, в 2023 году Натан принял участие в турнире 2х2 по FIFA’23, который сыграл вместе с Егором Шипом против команды своих подписчиков во время открытия клуба Black Star Gaming в ТРЦ «Мозаика».

## Личная жизнь
В 2012 году женился на Анастасии Швецовой, дизайнере. Скоро у пары родился сын, которого тоже назвали Натаном. После победы на конкурсе «Молодая кровь» перевёз жену с ребёнком в Москву, но при этом ему долго удавалось скрывать своё семейное положение от поклонников, поддерживая имидж холостяка.

## Дискография

### Альбом
| Название | Подробности                                                                   |
| -------- | ----------------------------------------------------------------------------- |
| «9»      | - Релиз: 13 июня 2019 - Лейбл: Black Star Inc. - Формат: цифровая дистрибуция |

### Синглы и избранные песни
| Год  | Название                                                               | Чарты                           | Чарты                 | Чарты                   | Примечания                                                           |
| Год  | Название                                                               | СНГ                             | СНГ                   | СНГ                     | Примечания                                                           |
| Год  | Название                                                               | TopHit Top Radio & YouTube Hits | TopHit Top Radio Hits | TopHit Top YouTube Hits | Примечания                                                           |
| ---- | ---------------------------------------------------------------------- | ------------------------------- | --------------------- | ----------------------- | -------------------------------------------------------------------- |
| 2013 | «Аллилуйя»                                                             | —                               | 279                   | —                       | цифровой сингл, вып. 28 окт. 2013                                    |
| 2013 | «Новая жизнь»                                                          | —                               | —                     | —                       | цифровой сингл, вып. 2 дек. 2013                                     |
| 2014 | «Майкрофон»                                                            | —                               | —                     | —                       | цифровой сингл, вып. 21 янв. 2014                                    |
| 2014 | «Девочка бомба» (feat. Тимати)                                         | —                               | —                     | —                       | цифровой сингл, вып. 11 мар. 2014                                    |
| 2014 | «Девочка бомба» (Remix by DJ Philchansky) [feat. Тимати]               | —                               | —                     | —                       | цифровой сингл, вып. 9 апр. 2014                                     |
| 2014 | «Часть меня» (feat. DJ Kan)                                            | —                               | 320                   | —                       | цифровой сингл, вып. 1 июл. 2014                                     |
| 2014 | «Просто история»                                                       | —                               | —                     | —                       | цифровой сингл, вып. 19 сен. 2014                                    |
| 2015 | «Дерзкая» (feat. Тимати)                                               | 133                             | 146                   | 42*                     | цифровой сингл, вып. 25 фев. 2015                                    |
| 2015 | «Ты готов услышать нет?» (feat. Kristina Si)                           | —                               | —                     | —                       | цифровой сингл, вып. 7 июля 2015                                     |
| 2015 | «Ты готов услышать нет?» (Remix by DJ Philchansky) [feat. Kristina Si] | —                               | —                     | —                       | цифровой сингл, вып. 23 июля 2015                                    |
| 2015 | «Наверно» (Елена Темникова feat. Natan)                                | 6                               | 7                     | 6                       | цифровой сингл, вып. 29 сен. 2015                                    |
| 2015 | «Молодая кровь 2» (feat. Мот)                                          | —                               | —                     | —                       | цифровой сингл, вып. 26 окт. 2015                                    |
| 2016 | «Я тебя выберу»                                                        | 69                              | 142                   | 12                      | цифровой сингл, вып. 24 фев. 2016                                    |
| 2016 | «Твои глаза»                                                           | 79                              | 141                   | 10                      | цифровой сингл, вып. 16 июн. 2016                                    |
| 2016 | «Твои глаза» (Reznikov & Denis First Remix)                            | —                               | —                     | —                       | цифровой сингл, вып. 26 июл. 2016                                    |
| 2017 | «Пахнет сексом»                                                        | 189                             | 209                   | 45                      | цифровой сингл, вып. 21 мар. 2017                                    |
| 2017 | «Этим летом»                                                           | —                               | —                     | —                       | цифровой сингл, вып. 1 июн. 2017                                     |
| 2017 | «Я хочу быть с ней»                                                    | —                               | —                     | —                       | цифровой сингл, вып. 13 июн. 2017                                    |
| 2017 | «Гипнотайз»                                                            | 412                             | 929                   | 107                     | цифровой сингл, вып. 28 сен. 2017                                    |
| 2017 | «Номер на двоих»                                                       | —                               | —                     | —                       | цифровой сингл, вып. 25 дек. 2017                                    |
| 2018 | «Нежно-грубо»                                                          | 271                             | 199                   | —                       | цифровой сингл, вып. 20 апр. 2018                                    |
| 2018 | «Не скучай»                                                            | —                               | —                     | —                       | цифровой сингл, вып. 27 июн. 2018                                    |
| 2018 | «Покажи мне любовь»                                                    | —                               | —                     | —                       | цифровой сингл, вып. 28 авг. 2018; песня вошла в альбом «9»          |
| 2018 | «Покажи мне любовь» (Mikis Remix)                                      | —                               | —                     | —                       | цифровой сингл, вып. 26 сен. 2018                                    |
| 2018 | «Покажи мне любовь» (Kolya Funk, Temmy Remix)                          | —                               | —                     | —                       | цифровой сингл, вып. 26 сен. 2018                                    |
| 2018 | «Покажи мне любовь» (Ivan Spell Remix)                                 | —                               | —                     | —                       | цифровой сингл, вып. 26 сен. 2018                                    |
| 2018 | «Моя» (DONI feat. Natan)                                               | 941                             | —                     | —                       | цифровой сингл, вып. 19 ноя. 2018                                    |
| 2018 | «Довела»                                                               | —                               | —                     | —                       | цифровой сингл, вып. 21 дек. 2018                                    |
| 2019 | «Мы есть» (feat. Немалый бизнес)                                       | —                               | —                     | —                       | цифровой сингл, вып. 11 фев. 2019                                    |
| 2019 | «Напомни имя» (Natan & MBAND)                                          | —                               | —                     | —                       | цифровой сингл, вып. 21 мар. 2019; песня вошла в альбом «9»          |
| 2019 | «Mama Mia»                                                             | —                               | —                     | —                       | цифровой сингл, вып. 29 мар. 2019; песня вошла в альбом «Неизданное» |
| 2019 | «Прокурорская дочь» (feat. Timati)                                     | —                               | —                     | —                       | цифровой сингл, вып. 10 апр. 2019; песня вошла в альбом «Неизданное» |
| 2019 | «Понравился тебе» (ARS-N & Natan)                                      | —                               | —                     | —                       | цифровой сингл, вып. 12 мая 2019                                     |
| 2019 | «Наливай»                                                              | 543                             | 813                   | —                       | цифровой сингл, вып. 13 мая 2019; песня вошла в альбом «9»           |
| 2019 | «Тратить»                                                              | 329                             | 345                   | —                       | песня с альбома «9», вышла на радио 13 июня 2019                     |
| 2019 | «Конфликт»                                                             | —                               | —                     | —                       | песня с альбома «9», вышла на радио 21 июня 2019                     |
| 2019 | «Лантана» (feat. НАZИМА)                                               | —                               | —                     | —                       | песня с альбома «9», вышла на радио 25 июня 2019                     |
| 2019 | «Buenas Noches»                                                        | —                               | —                     | —                       | песня с альбома «9», вышла на радио 26 июня 2019                     |
| 2019 | «Камни»                                                                | —                               | —                     | —                       | песня с альбома «9», вышла на радио 1 июля 2019                      |
| 2019 | «Наливай» (DJ Noiz Remix)                                              | —                               | —                     | —                       | цифровой сингл, вып. 31 июля 2019                                    |
| 2019 | «Холостой»                                                             | —                               | —                     | —                       | цифровой сингл, вып. 4 окт. 2019                                     |
| 2019 | «Фантом»                                                               | —                               | —                     | —                       | цифровой сингл, вып. 25 ноя. 2019                                    |
| 2019 | «Улетай» (Natan & Глюк’oZa)                                            | —                               | —                     | —                       | цифровой сингл, вып. 11 ноя. 2019                                    |
| 2019 | «Выбирай» (Natan & Гусейн Гасанов)                                     | —                               | —                     | —                       | цифровой сингл, вып. 13 дек. 2019                                    |
| 2020 | «Ты меня забудь» (Natan & Dj Piligrim)                                 | —                               | —                     | —                       | цифровой сингл, вып. 26 фев. 2020                                    |
| 2020 | «Розовые косы»                                                         | —                               | —                     | —                       | цифровой сингл, вып. 7 апр. 2020                                     |
| 2020 | «Осторожно»                                                            | —                               | —                     | —                       | цифровой сингл, вып. 14 мая 2020                                     |
| 2020 | «Розовые косы» (Alex Shik Remix)                                       | —                               | —                     | —                       | цифровой сингл, вып. 12 июн. 2020                                    |
| 2020 | «Ананасовый сироп» (Natan & Ганвест)                                   | 105                             | —                     | 28                      | цифровой сингл, вып. 18 июня 2020                                    |
| 2020 | «ВАУ» (Natan & Ганвест)                                                | —                               | —                     | —                       | цифровой сингл, вып. 22 сен. 2020                                    |
| 2020 | «ЧП» (Natan & CYGO)                                                    | —                               | —                     | —                       | цифровой сингл, вып. 3 ноя. 2020                                     |
| 2020 | «#ямыдзюба»                                                            | —                               | —                     | —                       | цифровой сингл, вып. 19 ноя. 2020                                    |
| 2021 | «Impala»                                                               | —                               | —                     | —                       | цифровой сингл, вып. 10 фев. 2021                                    |
| 2021 | «Золото серебро» (Natan & UncleFlexxx)                                 | —                               | —                     | —                       | цифровой сингл, вып. 7 апр. 2021                                     |
| 2021 | «Жара» (Oweek & Natan)                                                 | —                               | —                     | —                       | цифровой сингл, вып. 17 мая. 2021                                    |
| 2021 | «Последний шот»                                                        | —                               | —                     | —                       | цифровой сингл, вып. 31 авг. 2021                                    |
| 2021 | «Она»                                                                  | —                               | —                     | —                       | цифровой сингл, вып. 27 окт. 2021                                    |
| 2021 | «Банально»                                                             | —                               | —                     | —                       | цифровой сингл, вып. 1 дек. 2021                                     |
| 2021 | «Не в этой жизни» (Natan & Миша Марвин)                                | —                               | —                     | —                       | цифровой сингл, вып. 14 дек. 2021                                    |
| 2022 | «Спичка» (Юлианна Караулова & Natan)                                   | —                               | —                     | —                       | цифровой сингл, вып. 18 фев. 2022                                    |
| 2022 | «Давай обнимемся в последний раз» (Natan & Ирина Дубцова)              | —                               | —                     | —                       | цифровой сингл, вып. 24 мар. 2022                                    |
| 2022 | «Сеньорита»                                                            | —                               | —                     | —                       | цифровой сингл, вып. 21 апр. 2022                                    |
| 2022 | «Вою волком»                                                           | —                               | —                     | —                       | цифровой сингл, вып. 26 мая. 2022                                    |
| 2022 | «Союз»                                                                 | —                               | —                     | —                       | цифровой сингл, вып. 23 июн. 2022                                    |
| 2022 | «Добавь лето»                                                          | —                               | —                     | —                       | цифровой сингл, вып. 28 июл. 2022                                    |
| 2022 | «Тайна» (feat. Мичелз)                                                 | —                               | —                     | —                       | цифровой сингл, вып. 30 авг. 2022                                    |
| 2022 | «Хабиби» (Natan & Сосо Павлиашвили)                                    | —                               | —                     | —                       | цифровой сингл, вып. 21 сен. 2022                                    |
| 2022 | «Мама не скучай» (Natan & Пицца)                                       | —                               | —                     | —                       | цифровой сингл, вып. 27 окт. 2022                                    |
| 2022 | «Только никому»                                                        | —                               | —                     | —                       | цифровой сингл, вып. 8 дек. 2022                                     |
| 2023 | «Гори» (Natan & TSOY)                                                  | —                               | —                     | —                       | цифровой сингл, вып. 1 фев. 2023                                     |
| 2023 | «Ой всё» (Natan & Слава)                                               | —                               | —                     | —                       | цифровой сингл, вып. 18 мая. 2023                                    |

* Согласно профилю песни на сайте TopHit.ru по состоянию на ноябрь 2020 года. Согласно же публикациям в прессе того времени, когда в начале марта 2015 года YouTube и TopHit.ru запустили данный чарт, песня «Дерзкая» стартовала в нём со 2-го места.

### Участие в релизах других исполнителей
| Название и альбом             | Дата выхода     |
| ----------------------------- | --------------- |
| Полночь — «13» (feat. Тимати) | 28 октября 2013 |

## Видеография
| Год                           | Название                                    | Режиссёр(ы)                    | Альбомы/EP |
| ----------------------------- | ------------------------------------------- | ------------------------------ | ---------- |
| 2013                          | «Аллилуйя»                                  | Александр Соломахин            | Сингл      |
| 2013                          | «Новая жизнь»                               | не указан                      | Сингл      |
| 2014                          | «Девочка бомба» (feat. Тимати)              | не указан                      | Сингл      |
| 2014                          | «Часть меня» (feat. DJ Kan)                 | Алексей Белов                  | Сингл      |
| 2014                          | «Просто история» (live video)               | не указан                      | Сингл      |
| 2015                          | «Дерзкая» (feat. Тимати)                    | не указан                      | Сингл      |
| 2015                          | «Наверно» (feat. Елена Темникова)           | Алексей Куприянов              | Сингл      |
| 2015                          | «Молодая кровь 2» (feat. Мот)               | Дмитрий Валиков                | Сингл      |
| 2016                          | «Я тебя выберу»                             | Евгений Никитин                | Сингл      |
| 2017                          | «Пахнет сексом»                             | Артемий Ортус и Ани Малифицкая | Сингл      |
| 2017                          | «Этим летом» (mood video)                   | нет данных                     | Сингл      |
| 2017                          | «Я хочу быть с ней»                         | Катя Як                        | Сингл      |
| 2017                          | «Гипнотайз»                                 | Ани Малифицкая                 | Сингл      |
| 2017                          | «Номер на двоих» (mood video)               | нет данных                     | Сингл      |
| 2018                          | «Нежно-грубо»                               | Рустам Романов                 | Сингл      |
| 2018                          | «Покажи мне любовь»                         | не указан                      | 9          |
| 2018                          | «Моя» (feat. Doni)                          | не указан                      | Сингл      |
| 2019                          | «Довела»                                    | Serghey Grey                   | Сингл      |
| 2019                          | «Напомни имя» (feat. MBAND)                 | Александр Романов              | 9          |
| 2019                          | «Тратить»                                   | Serghey Grey                   | 9          |
| 2019                          | «Понравился тебе» (feat. ARS-N)             | клип удалён с канала (BS)      | Сингл      |
| 2019                          | «Холостой»                                  | Рустам Романов                 | Сингл      |
| 2020                          | «Ананасовый сироп» (feat. Ганвест)          | Дмитрий Климов                 | Сингл      |
| 2020                          | «ВАУ» (feat. Ганвест)                       | нет данных                     | Сингл      |
| 2021                          | «Impala» (mood video)                       | Марк                           | Сингл      |
| 2021                          | «Жара» (feat. Oweek) [mood video]           | не указан                      | Сингл      |
| 2022                          | «Мама не скучай» (feat. Пицца) [mood video] | Алексей Жидковский             | Сингл      |
| 2022                          | «Хабиби» (feat. Сосо Павлиашвили)           | Ольга Стрельникова             | Сингл      |
| 2023                          | «Ой все» (feat. Слава)                      | Эльвин Фомин                   | Сингл      |
| 2024                          | «Буду я любить» (feat. Алсу)                |                                |            |
| 2024                          | «О тебе» [mood video]                       |                                |            |
| 2024                          | «Тянет» (feat. Ирина Дубцова)               |                                |            |
| 2024                          | «Холодная осень» [mood video]               |                                |            |
| Участие у других исполнителей |                                             |                                |            |
| 2019                          | «Полтора корейца» (клип TSOY & Айкью)       | Сол Годман                     | Сингл      |

## Премии и номинации
| Год  | Церемония                                           | Номинация           | Номинант / Номинированная работа        | Результат | Ист.        |
| ---- | --------------------------------------------------- | ------------------- | --------------------------------------- | --------- | ----------- |
| 2016 | Премия RU.TV 2016                                   | «Лучший дуэт»       | Natan feat. Елена Темникова — «Наверно» | Номинация | [ 88 ]      |
| 2017 | Премия МУЗ-ТВ                                       | Хип-хоп проект года | Natan                                   | Номинация | [ 2 ] [ 3 ] |
| 2018 | Премия «Прорыв года 2018» от журнала «MODA topical» | Top-hit             | Natan                                   | Победа    | [ 89 ]      |
| 2018 | ZD Awards 2018                                      | Sexy M.             | Natan                                   | Номинация | [ 90 ]      |